# John Dye
Pour les articles homonymes, voir Dye.
John Carroll Dye est un acteur et producteur américain né le 31 janvier 1963 à Amory, Mississippi (États-Unis) et mort le 10 janvier 2011 à San Francisco.

## Biographie
John Dye est connu pour avoir tenu le rôle d'Andrew dans la série télévisée Les Anges du bonheur (Touched by an Angel en anglais). Il a également tenu le rôle du docteur Hockenberry dans la série L'Enfer du devoir en 1990, diffusée sur La Cinq et RTL Télévision. Il meurt le 10 janvier 2011 à 47 ans d'une intoxication aiguë accidentelle à la méthamphétamine https://en.wikipedia.org/wiki/File:John_Dye_Death_Certificate.pdf, dans sa maison de San Francisco.

## Filmographie

### Acteur

#### Télévision
- 1987 : Billionaire Boys Club : Bob Holmby
- 1989-1990 : L'Enfer du devoir (Tour of duty dans sa version originale) : Docteur Hok Hockenbury
- 1992 : Jack's Place (en) : Greg Toback
- 1994-2003 : Les Anges du bonheur : Andrew
- 1994 : Hotel Malibu (en) : Jack Mayfield
- 2001 : Twice Upon a Christmas (en) : Bill Morgan

#### Cinéma
- 1984 : Making the Grade (en) : Skip
- 1986 : Modern Girls (en) : Mark
- 1987 : L'Homme de l'année (Campus Man) : Todd Barrett
- 1989 : Mother, Mother : Jeff Cutler
- 1989 : Best of the Best : Virgil
- 1991 : L'Arme parfaite (The Perfect Weapon) : Adam
- 1994 : Sioux City : Colin Adams
- 2000 : Once Upon a Christmas (en) : Bill Morgan
- 2005 : Heart of the Beholder : Manion
- 2007 : Manhattan Samouraï : I.A. Officer

### Producteur
- 2001 : Water with Food Coloring